# Afrikaanse geelvleugelvleermuis
De Afrikaanse geelvleugelvleermuis (Lavia frons)  is een zoogdier uit de familie van de reuzenoorvleermuizen (Megadermatidae). De wetenschappelijke naam van de soort werd voor het eerst geldig gepubliceerd door É. Geoffroy in 1810.

## Verspreidingsgebied
De soort wordt aangetroffen in Benin, Burkina Faso, Burundi, Kameroen, de Centraal-Afrikaanse Republiek, Tsjaad, Congo-Kinshasa, Ivoorkust, Eritrea, Ethiopië, Gabon, Gambia, Ghana, Guinee, Guinee-Bissau, Kenia, Mali, Niger, Nigeria, Rwanda, Senegal, Sierra Leone, Somalië, Soedan, Tanzania, Togo, Oeganda en Zambia.